# Атанас Далчев
Атанас Христов Далчев (Солун, 12. јун 1904 — Софија, 17. јануар 1978) био је бугарски песника и преводилац. Аутор је поезије с јаким филозофским проблемом. Превео је песме и фикцију из француских, шпанских, италијанских, немачких и руских писаца. Добитник је Хердерове награде на Бечком универзитету, 1972. године.

## Биографија
Атанас Далчев је рођен 12. јуна 1904. у Солуну, као друго дете у породици Христа Атанасова Далчева и Викторије Матееве Дишмове. Његов отац је радио као адвокат и професор турског језика у Бугарској Мушкој гимназији "Ћирило и Методије" у Солуну. Године 1908. он и његова породица су се преселили у Цариград. Ту Атанас Далцхев учи у локалној бугарској школи. Са Балканским ратом, породица се вратила у Солун. После неколико месеци се породица окупља и када су у 1914. њихова кућа у Солуну изгорела у пожару, настанили су се у Софији. Ту Атанас Далчев постаје остварен класичан профил прве мушки гимназије. 1921. године је дебитовао у поезији са својом стихозбирком, под називом: „Залазак сунца“, који је објављен у студентском листу "Фар". Годину дана касније завршио је средњу школу и исте године је примљен на Универзитет у Софији, смер филозофија. 1927. године Далчев успешно завршава педагогију и филозофију на Софијском универзитету. 1928. године оболева од маларије, и у незнању одлази у Француску. Године 1939. жени се Анастазијом Атанасовом, а следеће године се рађа њихово прво дете, Марија. 1941. године именован је за директора прве средње школе "Христо Ботев". Године 1943. рођен је његов син Христо. Током ваздушних бомбардовања над Софијом 10. јануара 1944. године пола породичне куће је уништено и евакуисано је у Лашковцу. 30. марта запаљена бомба сагорева целокупан дом Далчева. Године 1974, избор његових радова објављен је на руском језику. Исте године прославио је 70. годишњицу и добитник је титула "Народни уметник и култура" и "Наређајна Република Бугарска". Далчев је умро у Софији 17. јануара 1978. године.

## Наслеђе и утицај
Иако је био критикован у литератури, током 1989. године, Далчев има велики утицај на бугарску поезију. Међу онима на које је утицао су Александар Вутимски, Божидар Божилов, Валери Петров, Богомил Раинов, Александер Геров, Иван Пеичев, Николај Канчев и Иван Чанев. Међу изузетним достигнућима Далчева као преводиоца су радови Јохан Волфганг Гете, Блез Паскала, Мишел де Монтена, Стендала, Фридриха Холдерлина, Емили Дикинсона, Антона Чехова, Исак Бабела, Федерике Гарциа Лорца, Габриеле Мистрал и други.

## Дела
Збирка песама:
- Прозор, 1926.година
- Песме, 1928.година
- Париз, 1930.година
- Песме, 1965;1969.година
- Фрагменти, 1967.година
- Балкон, 1972.година

Бајке:
"Бајке из целог света", Софија, 1995.година